# Tune (Denemarken)
Tune is een plaats in de Deense regio Seeland, gemeente Greve, en telt 5078 inwoners (2007).
Tune ligt nabij luchthaven Roskilde.